# Julien Pierre Anne Lalande

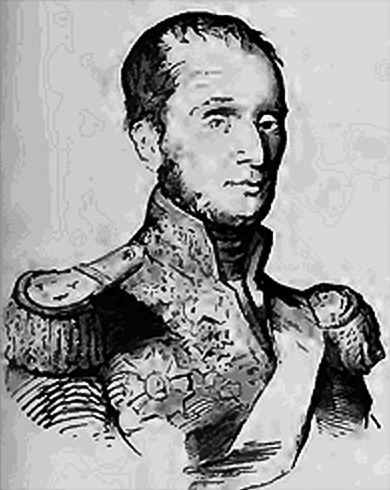
Vizeadmiral Lalande führte das beste Geschwader der französischen Marine in die Orientkrise 1839/40

Julien Pierre Anne Lalande (* 1787 in Le Mans, Frankreich; † 1844 in Paris) war ein französischer Marineoffizier und Politiker. Er galt als einer der Hauptakteure der Orientkrise von 1839/40.

## Marineoffizier
Im nachrevolutionären Ersten Kaiserreich ging Julien Pierre Anne Lalande im Alter von 16 Jahren zur französischen Marine, während sein Bruder Michel Louis Arsène Lalande sich der Armee anschloss. Unter den restaurierten Bourbonen schloss er seine Ausbildung ab, doch erst unter der Julimonarchie erhielt Lalande infolge der Förderung durch Admiral Henri de Rigny ein Kommando. 1830 nahm er an der Eroberung von Algier und der Blockade von Tripolis teil, und ab 1833 befehligte er zunächst ein kleines Geschwader vor der Küste Tunesiens und Tripolitaniens. 1837 wurde daraus ein ständiges „afrikanisches Geschwader“ mit sechs Linienschiffen und Lalande wurde Konteradmiral. Dieses hervorragend ausgerüstete und ausgebildete Geschwader wurde selbst von den Briten als das „beste in der Welt“ bezeichnet und galt der britischen Royal Navy als ebenbürtig. Während der Orientalischen Krise wurde dieses Geschwader 1839 zunächst um vier weitere Linienschiffe verstärkt, Anfang 1840 umfasste es sogar 20 Linienschiffe.

## Orientalische Krise von 1839–1840
Im Jahre 1839 hatte der ägyptische Vizekönig Muhammad Ali Pascha zum zweiten Mal die Truppen seines osmanischen Großherrn Mahmud II. geschlagen. Kurz darauf war der osmanische Sultan gestorben und sein Nachfolger Abdülmecid I. berief den konservativen Großwesir Koca Mehmed Hüsrev Pascha an die Spitze der osmanischen Regierung. Daraufhin lief der mit Hüsrev Pascha verfeindete Kapudan Pascha (oberster Admiral) Ahmed Fauzi mitsamt der vor Konstantinopel ankernden osmanischen Flotte zu Muhammad Ali über. Der Sultan rief die europäischen Großmächte zu Hilfe.

### Lalande-Affäre
An der Spitze eines französischen Geschwaders wurde Konteradmiral Lalande in osmanische Gewässer bzw. vor das umkämpfte Syrien entsandt, um die Kriegsgegner zu beobachten und die Interessen sowohl Frankreichs als auch Ägyptens in der Region zu schützen. Gleichzeitig ging es auch darum, den Einfluss Großbritanniens, das ebenfalls ein Geschwader entsandt hatte, und Russlands, das sich anschickte, einen Teil seiner Schwarzmeerflotte auszusenden, zu neutralisieren. Lalandes Flaggschiff war das nach der Schlacht bei Jena (1806) benannte 110-Kanonen-Schiff Iéna, zu seinem Geschwader gehörte u. a. auch die Fregatte Belle Poule des Prinzen von Joinville. Gemeinsam bezogen die französischen und britischen Schiffe Position vor den Dardanellen, doch nach einem Gespräch mit dem Kapudan Pascha ließ Lalande die osmanische Flotte passieren und ungehindert nach Alexandria segeln.
Das tatsächliche und mutmaßliche Verhalten Lalandes und seine Rolle beim Abfall des Kapudan Pascha wurde in der englischen, deutschen und französischen Presse sehr unterschiedlich diskutiert. Ob Lalande dem Kapudan Pascha überhaupt erst zum Abfall geraten oder sich vom Pascha über dessen wahre Absichten hatte täuschen lassen und ob Lalande dabei auf eigene Verantwortung oder im Auftrag seiner Regierung gehandelt hatte, wurde vor allem in englischen und deutschen Zeitungen jener Zeit heftig besprochen, Lalande in diesem Zusammenhang mal als mutig, energisch und erfahren, mal als naiv und verschlagen bezeichnet. Offenbar auf diplomatischen Druck Frankreichs wurde Lalande aber von einer osmanischen Untersuchungskommission für schuldlos befunden.

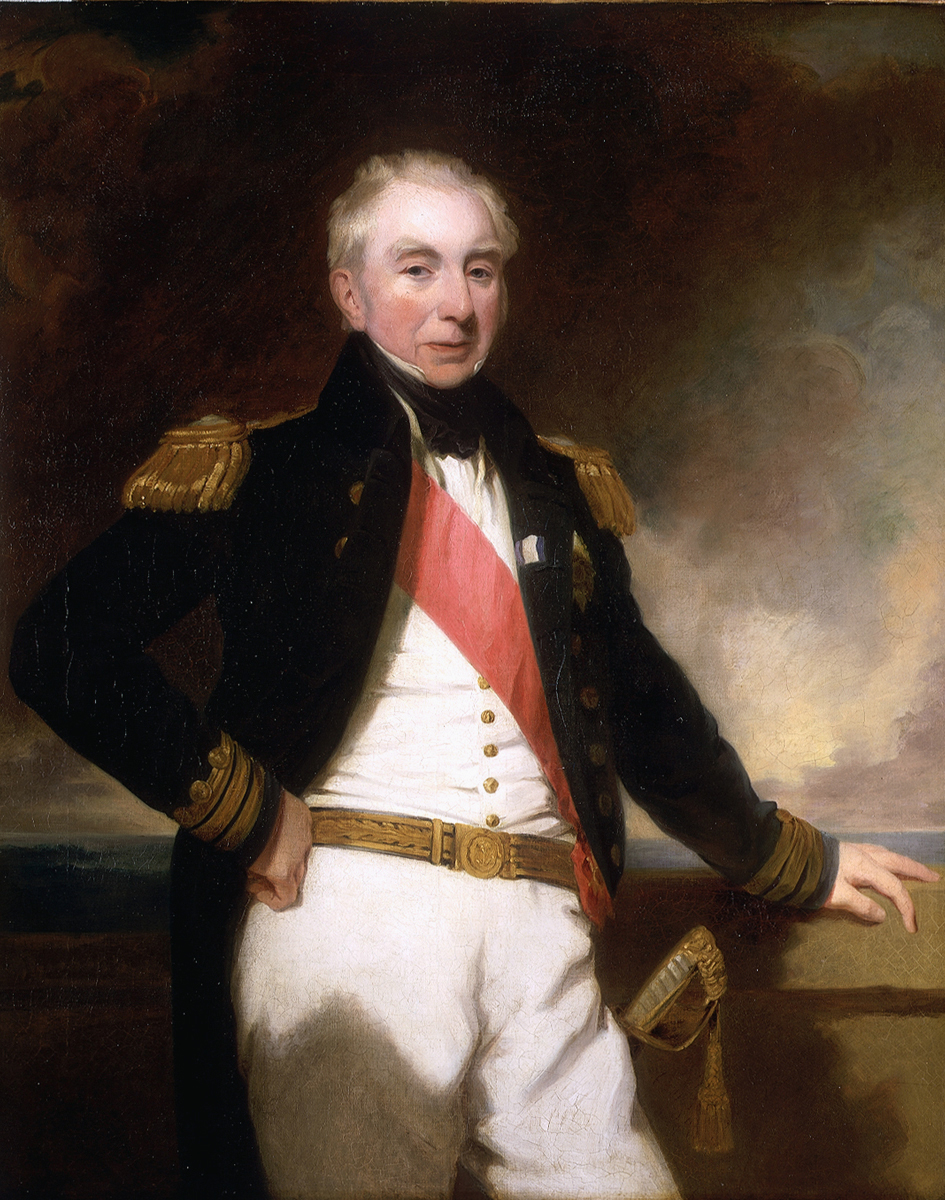
Den britischen Admiral Stopford hatte Lalande als Hauptgegner ausgemacht
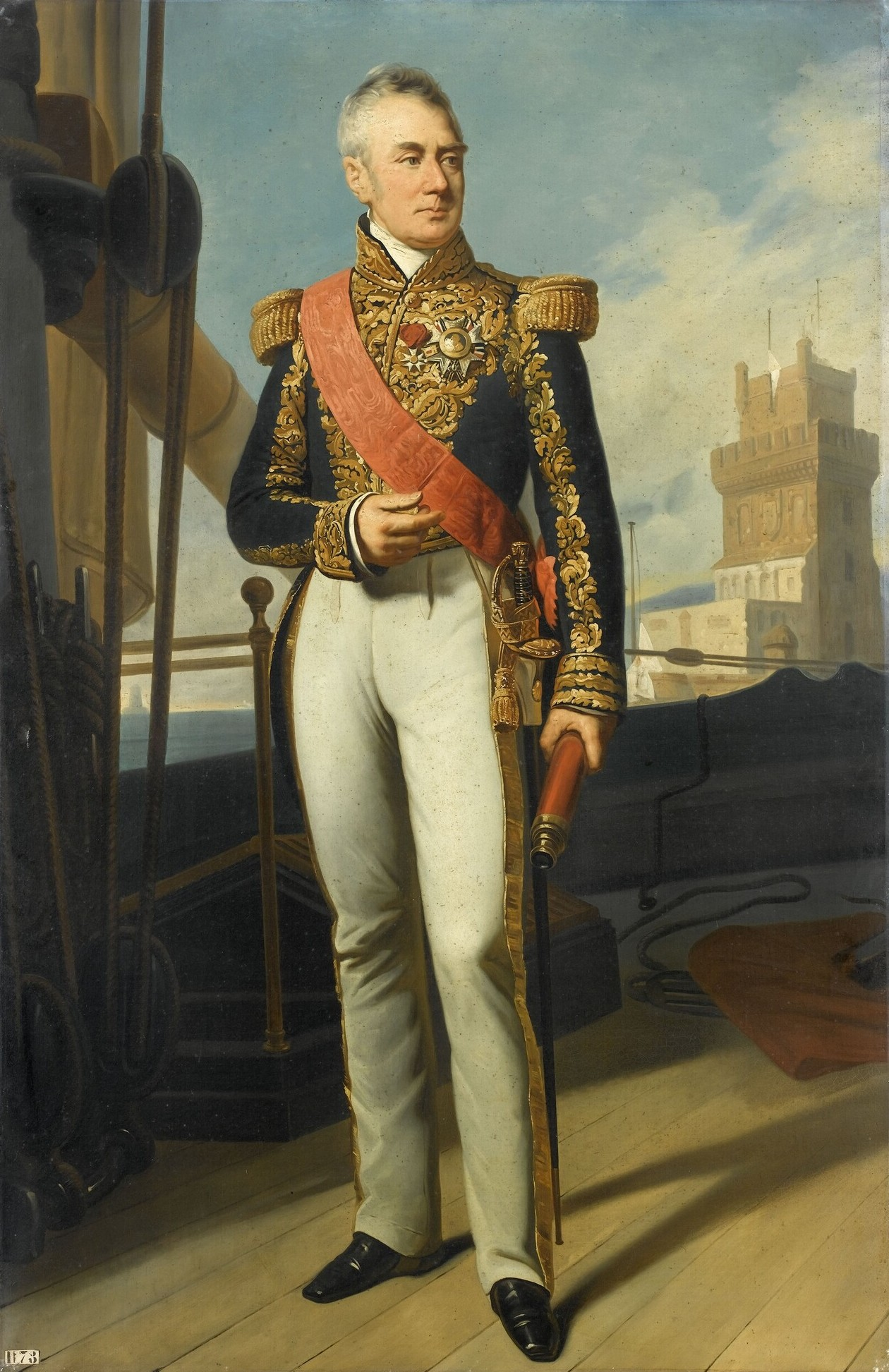
Marineminister Roussin galt als politischer Gegner des Kurses Lalandes
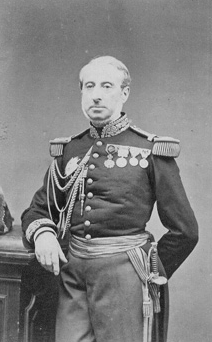
Leutnant Jurien de La Gravière war Lalandes Adjutant und wurde später Admiral
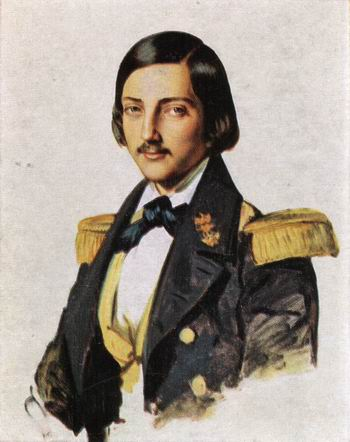
Der Prinz von Joinville, Sohn des „Bürgerkönigs“ und Verbündeter Lalandes

### Lalandes Pläne

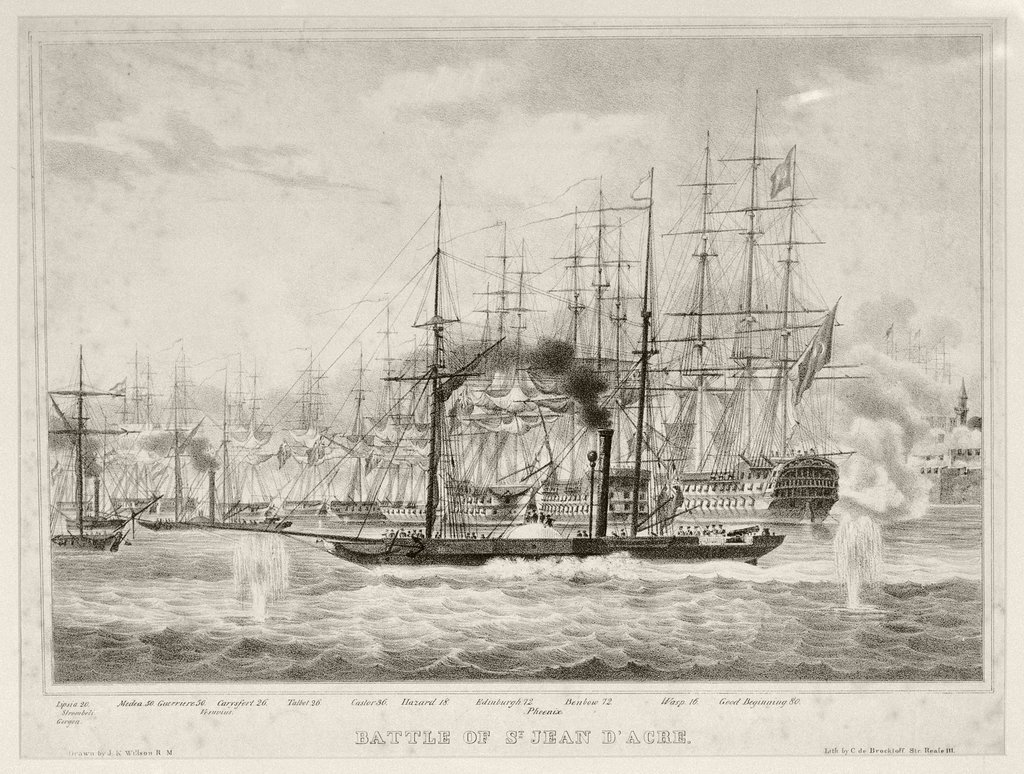
Beschuss Akkons durch Stopfords britisch-österreichische Flotte (1840)

Bemerkenswert sind die militärischen Pläne, die Lalande entwickelte. Seiner Regierung schlug er vor, für den Fall eines russischen Eingreifens zugunsten der Osmanen einige osmanische Forts an den Dardanellen durch französische Marineinfanterie besetzen zu lassen, um so die Meerengen für die russische Schwarzmeerflotte zu sperren. Gleichzeitig sollte das zahlenmäßig leicht überlegene französische Geschwader das vor Anker liegende britische Geschwader angreifen und erbeuten oder versenken. Dann wollte er nach Alexandria segeln, die vereinte osmanisch-ägyptische Flotte mitnehmen, Gibraltar passieren und 30.000 Mann zum Kampf gegen Großbritannien in Irland landen. Lalande verbürgte sich für den Erfolg. Sein Gegner war der britische Vizeadmiral Robert Stopford, gegen den Lalande schon 1809 vor Les Sables-d’Olonne gekämpft hatte und der 1837 Oberkommandierender der britischen Mediterranean Fleet geworden war.
Marineminister Albin Roussin sicherte dem Sultan in Konstantinopel die Teilnahme Frankreichs an einem gemeinsamen Ultimatum der fünf europäischen Großmächte an Mehmet Ali zu.
Tatsächlich jedoch hatte Lalande die Weisung bekommen, sich an keinen militärischen Maßnahmen gegen Ägypten zu beteiligen, und Frankreich beteiligte sich nicht an dem entsprechenden Londoner Vertrag. Die mit dem osmanischen Sultan verbündeten Mächte Großbritannien, Russland, Österreich und Preußen hatten Frankreich damit isoliert. Zwar wurde Lalande nun nach Toulon abberufen und sein Geschwader von Konteradmiral Gaud-Amable Hugon übernommen, doch da weder der französische Ministerpräsident Adolphe Thiers noch König Louis-Philippe I. den Mut hatten, Lalandes Plan eines Krieges zu billigen, bombardierten britische und österreichische Kriegsschiffe Ende 1840 ungehindert Akkon und Beirut (und dort auch die Residenz des französischen Konsuls), blockierten Alexandria und setzten türkische Truppen im Libanon an Land. Muhammad Ali musste Syrien und die osmanische Flotte herausgeben, im Gegenzug wurde Hüsrev Pascha abgelöst. Auch Thiers wurde schließlich auf Betreiben François Guizots gestürzt, und Lalande schloss sich Guizots Lager an.

## Abgeordneter
Zurück in Frankreich wurde Lalande 1841 zum Vizeadmiral befördert und zum Großoffizier der Ehrenlegion ernannt. Von 1840 bis 1842 war er rechter Abgeordneter für Morlaix in der Französischen Nationalversammlung in Paris.

## Ehrungen

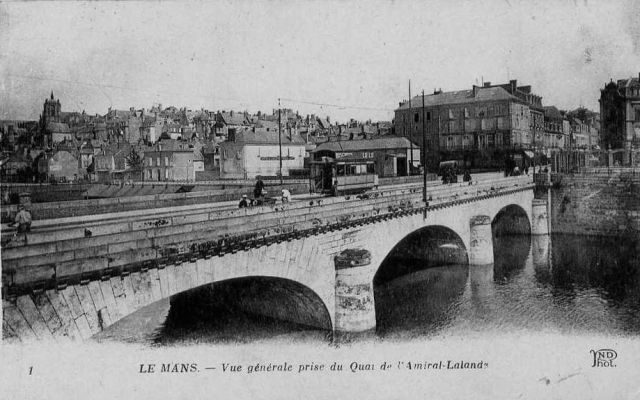
Quai Amiral Lalande in Le Mans (1907)

Lalandes Leichnam wurde auf dem Pariser Friedhof Père-Lachaise (Div. 46) beerdigt.
Mehrere französische Admirale (Joinville, Jurien, Fournier) würdigten in ihren marinepolitischen bzw. marinehistorischen Schriften die Verdienste Lalandes. Die französische Marine hat wiederholt Schiffe auf seinen Namen getauft.
In Lalandes Geburtsstadt Le Mans wurde eine Uferstraße nach ihm benannt; dieser Quai Amiral Lalande wurde seit 1897 von der ersten Straßenbahn Le Mans gekreuzt.